# 除垢政策

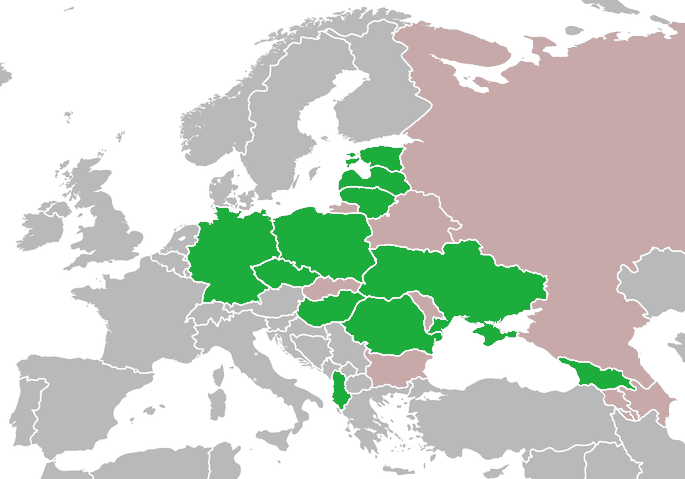
綠色為採用除垢法的國家

除垢政策（英語：lustration）又稱除垢法，是轉型正義中所使用的一種政策措施，指將威權統治時期擔任公務員者（包括行政机关、情治單位、警察、法官等等）全面汰除，以達到根除威權遺緒之效果。該方法被使用於苏联解体後的中東歐國家，如波兰、捷克、匈牙利等，藉以清除共产党政權所造成的殘餘影響。不過這樣的作法在法律面有所爭議，在一些國家中曾被法院認定有違憲疑義。